# Breaking the Habit (DVD)
Breaking the Habit – meksykańska limitowana płyta DVD zespołu Linkin Park. Przedstawia ona pracę nad piosenką "Breaking the Habit" z płyty Meteora z 2003 roku.

## Twórcy
- Chester Bennington – wokal
- Rob Bourdon – perkusja
- Brad Delson – gitara
- Dave "Phoenix" Farrell – gitara basowa
- Joe "Mr. Hahn" Hahn – turntablizm, sampling
- Mike Shinoda – wokal, rap, gitara rytmiczna, keyboard, sampling

## Lista rozdziałów
1. "Breaking the Habit" (wersja wideo)
2. "Making of Breaking the Habit"
3. "Breaking the Habit" (5.28.04  – 3:37 P.M.)